# Eugen Pleško
Eugen Pleško (Zagreb, 10. studenoga 1948. – Zagreb, 4. veljače 2020.), hrvatski biciklist. Nastupao je za Jugoslaviju.
Natjecao se na Olimpijskim igrama 1972. u cestovnoj utrci na 182,4 kilometra pojedinačno, ali je odustao.
Na Mediteranskim igrama 1971. je osvojio brončanu medalju u cestovnoj ekipnoj utrci.
Bio je član Zagreb-Metaliacomercea i ljubljanske Astre.